# Synagoge van Tallinn
De Synagoge van Tallinn (Estisch: Tallinna sünagoog) is een synagoge gelegen in Tallinn, Estland. Deze privaat gefinancierde synagoge in het centrum van de stad werd ingehuldigd op 16 mei 2007. Het moderne gebouw biedt plaats aan 180 personen met extra zitplaatsen voor maximaal 230 personen voor concerten en andere evenementen.
Het is de eerste synagoge die in Estland werd geopend sinds de Tweede Wereldoorlog. De oorspronkelijke synagoge (Tallinna suur sünagoog, oftewel de Grote Synagoge van Tallinn), die in 1884 werd gebouwd en in 1944 werd verwoest, werd niet herbouwd. Door dit luchtbombardement werd Tallinn de enige naoorlogse Europese hoofdstad zonder synagoge. Tartu, de op een na grootste stad van Estland, had eveneens een eigen synagoge (Tartu sünagoog) maar ook deze werd tijdens de Tweede Wereldoorlog verwoest.

## Galerij

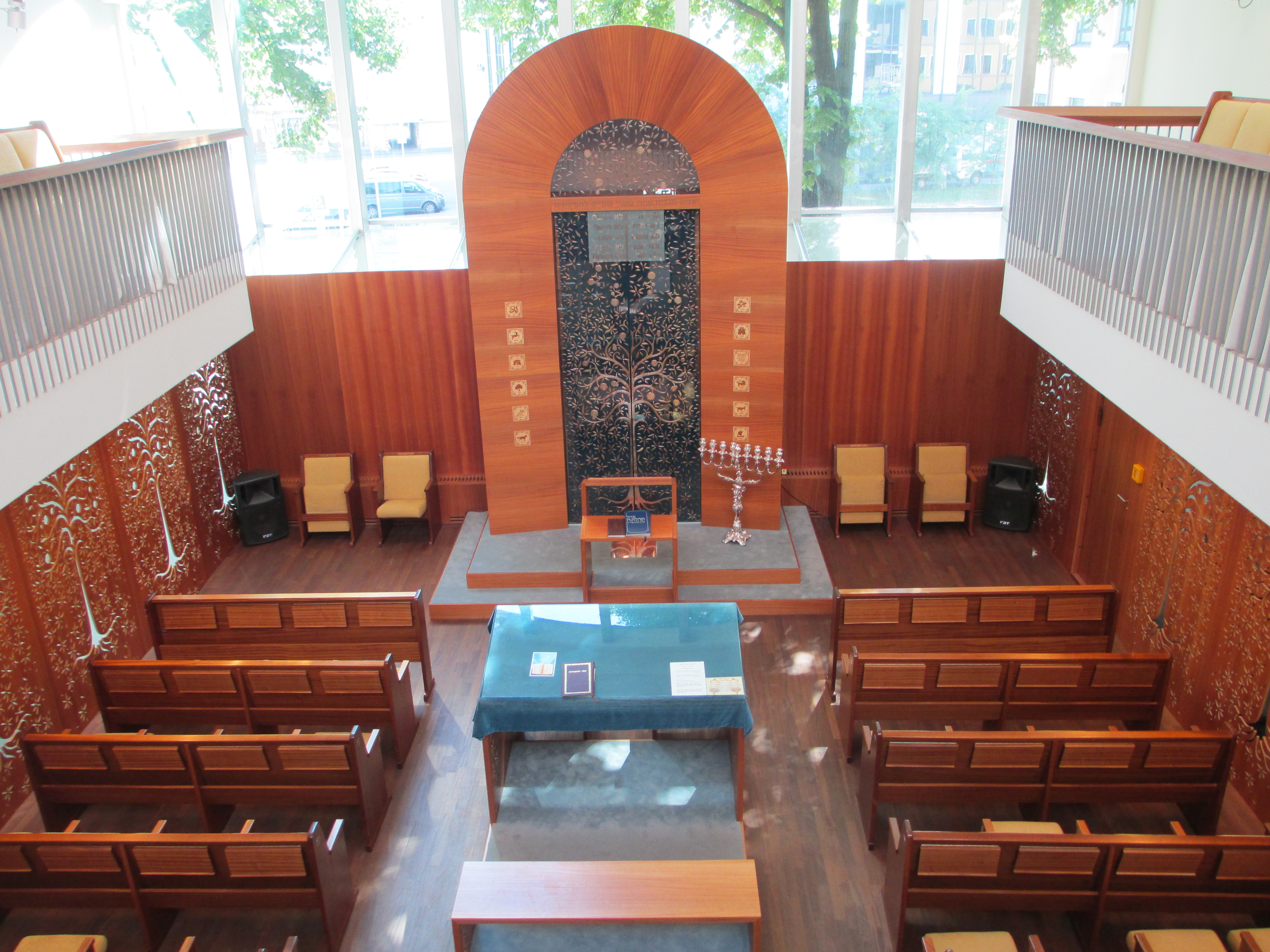
De zaal van bovenaf.
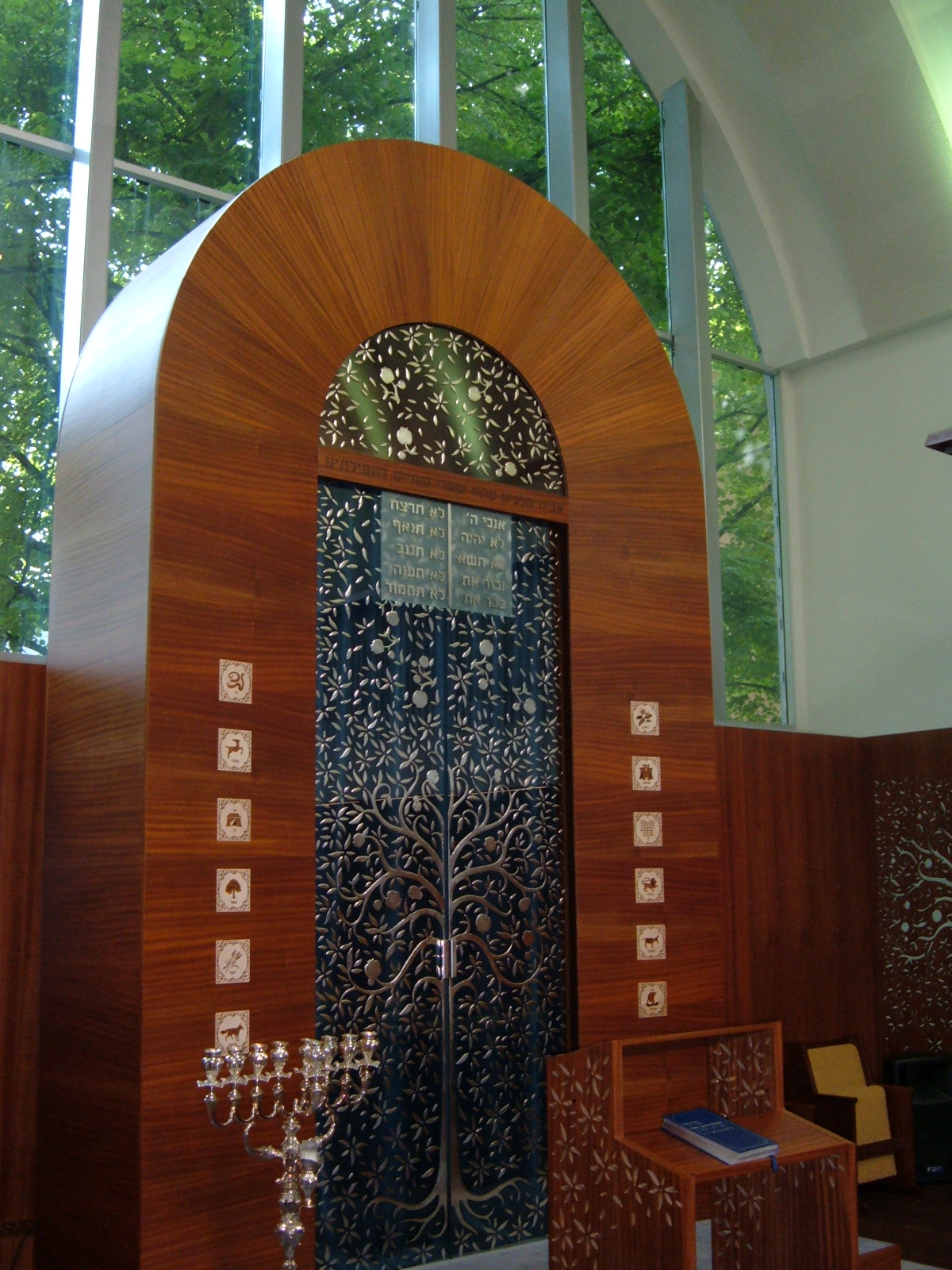
De aron hakodesj.
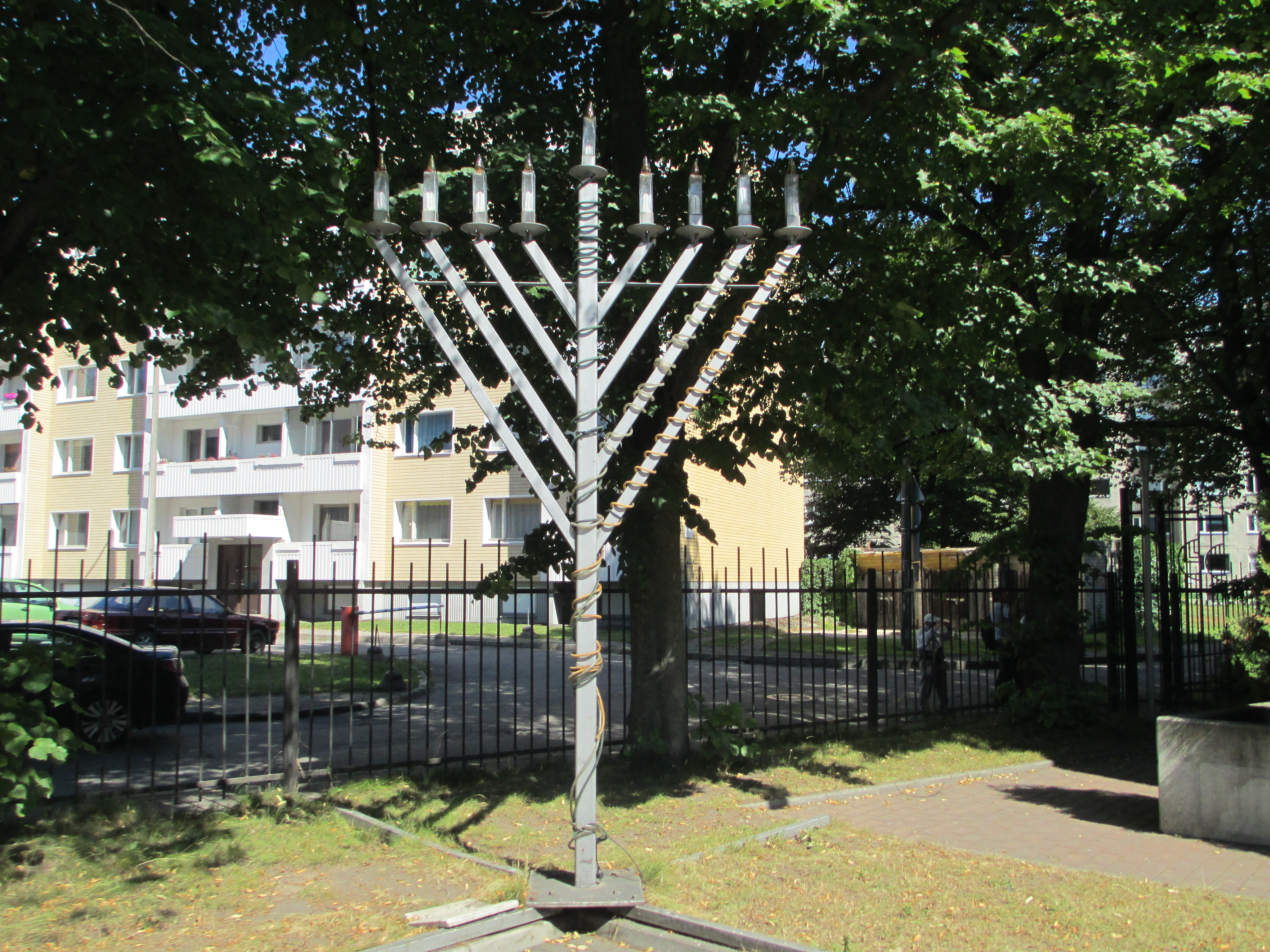
De menora.